# Służba przygotowawcza
Służba przygotowawcza – obejmuje teoretyczne oraz praktyczne przygotowanie do pełnienia obowiązków służbowych przez pracownika samorządu terytorialnego. Jest to okres, w którym pracownik, będąc formalnie zatrudnionym na stanowisku urzędniczym, ma zdobyć niezbędne umiejętności do wykonywania pracy. Z dniem 1 stycznia 2009 (data wejścia w życie ustawy z dnia 21 listopada 2008 o pracownikach samorządowych) jednostki samorządu terytorialnego zostały objęte wymogiem przeprowadzenia służby przygotowawczej dla pracowników podejmujących po raz pierwszy zatrudnienie na stanowisku urzędniczym, w tym kierowniczym stanowisku urzędniczym. Na umotywowany wniosek osoby kierującej komórką organizacyjną, w której pracownik jest zatrudniony, kierownik jednostki może zwolnić z obowiązku odbywania służby przygotowawczej pracownika, którego wiedza lub umiejętności umożliwiają należyte wykonywanie obowiązków służbowych. Zwolnienie z konieczności odbycia służby przygotowawczej nie jest równoznaczne ze zwolnieniem z egzaminu ją kończącego.